# 布莱尔号护航驱逐舰
布莱尔号护航驱逐舰（英語：USS Blair，舷号：DE-147），是美国海军于第二次世界大战期间建造的一艘埃德索尔级护航驱逐舰，其舰名取自在达尔文空袭中阵亡的银星勋章获得者尤金·布莱尔（Eugene Blair）。
该舰由韦斯蒂·福斯特（Vestie Foster）女士冠名，于1943年1月19日在德克萨斯州奥兰治联合钢铁厂铺设龙骨，随后于4月6日下水。1943年9月13日，布莱尔号正式服役，交由奥尔登·詹姆斯·拉博德（Alden James Laborde）少校指挥。

## 设计与装备
埃德索尔级护航驱逐舰的设计与巴克利级护航驱逐舰类似，均采用长船体并建有较高的舰桥。该级护航驱逐舰配备3英寸（76毫米）50倍径单装主炮，后续曾计划更换为5英寸（127毫米）38倍径主炮，但最终没有实际执行。该级护航驱逐舰由4台费尔班克斯-莫尔斯38D8-1/8-10内燃机提供动力，总功率最高可达6000匹马力，最高航速21节。其燃料舱可携带312吨重油，在12节航速下航程可达11000海里。此外，该级舰船还配备有较完善的侦查搜索系统，包括SL或SU水面雷达、SA对空雷达、QC声呐系统以及用于监听潜艇无线电的HF/DF天线。

## 服役历史
在百慕大海域完成试航调整后，11月2日，布莱尔号与彭尼威尔号一道离开训练场地并开始执行任务。她随后护送肯尼贝克号油轮返回百慕大并于11月7日前往南卡罗来纳州查尔斯顿更换部分设备。16日，布莱尔号驶抵纽约，随后前往康涅狄格州新伦敦参加演习，任务结束后，她短暂停留纽约史泰登岛，之后便出发护送一支船队前往弗吉尼亚州汉普顿锚地。
随后，布莱尔号护送UGS-25船团前往北非并于12月11日顺利抵达卡萨布兰卡，18日，她护送GUS-24船团返回美国，1944年1月1日，其保护对象成功抵达切萨皮克湾。在纽约完成检修后，布莱尔号前往缅因州卡斯柯湾接受适应训练，之后便返回切萨皮克湾加入猎潜大队，1月24日，舰队出发开始执行任务。在大西洋巡航期间，布莱尔号短暂停留亚速尔群岛奥尔塔以将其指挥官转移至利弗莫尔号驱逐舰上接受治疗，两舰随后于2月15日追上舰队并跟随其于20日抵达北非。
此后的数个月内，布莱尔号共执行了10次往返美国与欧洲的护航任务，其护送船团的目的地包括德里、利物浦、瑟堡、波特兰岛、朴茨茅斯和普利茅斯。期间她曾多次追踪到可疑信号并展开反潜作战，但没能取得任何战果。1945年6月8日，布莱尔号护送UC-70A船团抵达纽约，自此其再未参加横跨大西洋的护航行动。
在纽约短暂停留后，布莱尔号很快启程前往关塔那摩湾接受训练。7月17日，她离开古巴海域前往巴拿马运河并于21日进入太平洋。22日，她与姊妹舰布拉夫号及雅各布·琼斯号一同北上，最终于31日抵达加利福尼亚州圣迭戈。8月3日，布莱尔号离开美国西岸前往夏威夷，10日，她顺利抵达珍珠港。此后的数周内，布莱尔号一直驻留当地检修补给和训练演习。随着日本投降，她于9月4日搭载105名海军人员启程返回美国本土，最终于10日抵达加利福尼亚州圣佩德罗。
9月12日，布莱尔号再次搭载75名陆军官兵出发，经巴拿马运河，最终于25日抵达查尔斯顿，随后便驶入船厂准备退役。10月24日，她离开查尔斯顿并于次日驶入佛罗里达州圣约翰河封存。1946年6月28日，布莱尔号在格林科夫斯普林斯退役并加入美国海军预备舰队。
1951年8月20日，布莱尔号开始为重新服役做准备，10月5日，她于梅波特海军基地正式重返现役，此后直至1951年底，她都在佛罗里达州杰克逊维尔、弗吉尼亚州诺福克与罗德岛州纽波特附近海域活动。1952年1月8日，布莱尔号离开纽波特前往关塔那摩湾参加相关行动，之后她短暂造访金斯敦并于2月返回纽波特。
1952年夏季，布莱尔号被部署至欧洲，其先后造访了北美、加勒比地区、西欧及北欧多地。此后的四年内，布莱尔号一直作为第10护航中队的一员在纽波特及佛罗里达州基韦斯特附近海域活动。
1956年11月，布莱尔号短暂退役前往波士顿海军造船厂进行改造，1957年12月2日，她作为雷达哨戒驱逐舰DER-147重返现役，其母港也随之更换为珍珠港。1958年春季，布莱尔号在夏威夷海域进行了试航调整，之后即前往太平洋中部开展雷达哨戒工作。
1960年6月15日，布莱尔号在普吉特湾海军造船厂退役，1972年12月1日，她自美国海军除籍，随后于1974年9月26日被出售拆解。

## 荣誉
布莱尔号服役期间所获荣誉如下：
|  |  |  |
|  |  |  |

| 美国战役奖章           |                        |                |
| 欧洲-非洲-中东战役奖章 | 第二次世界大战胜利奖章 | 国防部服役奖章 |

## 历任舰长
| 姓名       | 译名                   | 军衔 | 任职时间                   |
| ---------- | ---------------------- | ---- | -------------------------- |
|            | 奥尔登·詹姆斯·拉博德   | 少校 | 1943年9月13日              |
|            | 小瓦尔特·加兹比        | 少校 | 1945年1月21日              |
|            | 罗伯特·L·康莱特        | 上尉 | 1945年10月2日              |
|            | 弗兰克·C·哈尔特        | 中尉 | 1946年4月2日-1946年6月28日 |
|            | 小约翰·伦敦·霍姆斯     | 少校 | 1951年10月5日              |
|            | 查尔斯·利奥·内格尔     | 少校 | 1953年2月                  |
|            | 小哈维·奥内尔·韦伯斯特 | 少校 | 1955年4月                  |
|            | 理查德·李·沃伦         | 少校 | 1957年12月2日              |
|            | 乔治·普伦·比德         | 少校 | 1958年12月-1960年3月       |
| 参考文献： |                        |      |                            |